# 株洲市人民代表大会常务委员会
株洲市人民代表大会常务委员会，简称株洲市人大常委会，是中华人民共和国湖南省株洲市地方国家权力机关株洲市人民代表大会的常设机关，对株洲市人民代表大会负责并报告工作。

## 历史
1951年，株洲市成立，1954年6月，株洲市首届人民代表大会第一次会议召开，株洲市人民代表大会成立。株洲市人民代表大会会议在文化大革命期间中止召开。1980年11月恢复召开，1980年12月，成立株洲市人民代表大会的常设机关株洲市人民代表大会常务委员会。

## 职权
根据《中华人民共和国宪法》第三章第五节和《中华人民共和国地方各级人民代表大会和地方各级人民政府组织法》第三章第四十四条，株洲市人民代表大会常务委员会依法行使下列职权：
1. 在株洲市，保证宪法、法律、行政法规和上级人民代表大会及其常务委员会决议的遵守和执行；
2. 领导或者主持株洲市人民代表大会代表的选举；
3. 召集株洲市人民代表大会会议；
4. 讨论、决定株洲市的政治、经济、教育、科学、文化、卫生、环境和资源保护、民政、民族等工作的重大事项；
5. 根据株洲市人民政府的建议，决定对株洲市的国民经济和社会发展计划、预算的部分变更；
6. 监督株洲市人民政府、株洲市中级人民法院和株洲市人民检察院的工作，联系株洲市人民代表大会代表，受理人民群众对上述机关和国家工作人员的申诉和意见；
7. 撤销下一级人民代表大会及其常务委员会的不适当的决议；
8. 撤销株洲市人民政府的不适当的决定和命令；
9. 在株洲市人民代表大会闭会期间，决定株洲市副市长的个别任免；在株洲市市长和株洲市中级人民法院院长、株洲市人民检察院检察长因故不能担任职务的时候，从来宾市人民政府、株洲市中级人民法院、株洲市人民检察院副职领导人员中决定代理的人选；决定代理检察长，须报湖南省人民检察院和湖南省人民代表大会常务委员会备案；
10. 根据株洲市市长的提名，决定株洲市人民政府秘书长、局长、委员会主任、科长的任免，报湖南省人民政府备案；
11. 按照人民法院组织法和人民检察院组织法的规定，任免人民法院副院长、庭长、副庭长、审判委员会委员、审判员，任免人民检察院副检察长、检察委员会委员、检察员，批准任免下一级人民检察院检察长；
12. 在株洲市人民代表大会闭会期间，决定撤销个别副市长的职务；决定撤销由它任命的株洲市人民政府其他组成人员和人民法院副院长、庭长、副庭长、审判委员会委员、审判员，人民检察院副检察长、检察委员会委员、检察员，中级人民法院院长，人民检察院分院检察长的职务；
13. 在株洲市人民代表大会闭会期间，补选湖南省人民代表大会出缺的代表和罢免个别代表；
14. 决定授予地方的荣誉称号。

## 組織機構
株洲市人大常委会下设9个专门委员会，分别是市人大民族华侨外事委员会、市人大监察和司法委员会、市人大法制工作委员会、常委会法制工作委员会、市人大财政经济委员会、常委会预算工作委员会、市人大教育科学文化卫生委员会、市人大环境与资源保护委员会、市人大农业与农村委员会、市人大社会建设委员会、市人大常委会选举任免联络工作委员会。此外，株洲市人大常委会设有两个办事机构，分别是市人大常委会办公室、市人大常委会研究室。

## 历届组成人员

### 第16屆常務委員會（任期2022年－2027年）
主任：刘光跃
副主任：钟燕（女）、胡波、余群明、刘剑飞、王建勇、欧阳瑞丰（女）、李余粮
秘书长：蔡周良

### 第15屆常務委員會（任期2017年－2022年）
主任：毛腾飞
副主任：刘光跃（正厅级，至2019年）、王建之（至2020年）、刘柏生、李智、冯建湘、邓尚文（至2020年）、刘春生、钟燕
秘书长：宾兴林

## 相关链接
- 株洲人大[]官方网站